# Teprv se probouzím
Teprv se probouzím (2001) je první demonahrávka české písničkářky Martiny Trchové. Obsahuje devět autorských písniček, písnička Vzpoura vyšla v jiných verzích i na následujícím demu Maxisingl (2003), na sampleru Zahrada písničkářů (2002) i na prvním oficiálním albu Čerstvě natřeno (2005).

## Seznam písniček
1. Dešťová variace
2. Zákony
3. Modlitba
4. Dokolečka dokola
5. Vzpoura
6. Bloudím
7. Dlouhý chvíle
8. Ukolébavka
9. Příteli